# Samuel Hood, 1:e viscount Hood

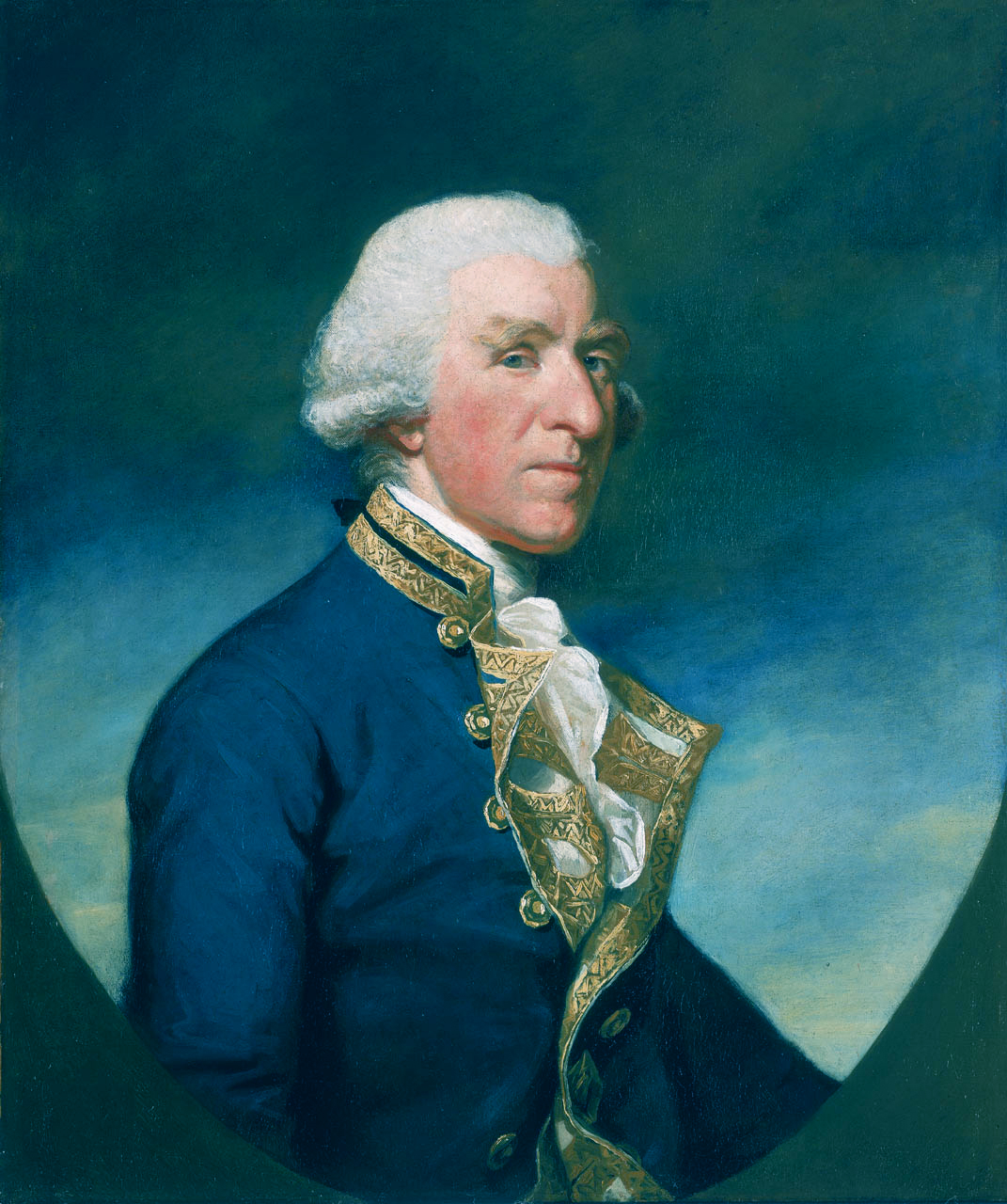
Samuel Hood, 1:e viscount Hood.

Samuel Hood, född 12 december 1724 i Butleigh i Somerset, död 27 januari 1816 i London, var en engelsk viscount och amiral i Royal Navy. Han var bror till Alexander Hood, 1:e viscount Bridport och kusin till fadern till sir Samuel Hood, 1:e baronet. 
Vid 16 års ålder började Hood sin militära bana som skeppsgosse och blev 1754 kapten. Som sådan erövrade han  1759 den franska fregatten Bellona. Under nordamerikanska frihetskriget (1775–1783) befordrades han 1780 till konteramiral och besegrade (januari 1782) genom en förträfflig manöver fransmännen under amiral de Grasse samt tog i april samma år två franska linjeskepp och två fregatter. Efter krigets slut blev Hood 1784 ledamot av underhuset samt 1788 lord av amiralitetet. Vid krigsutbrottet mot franska republiken 1793 fick Hood befälet över Medelhavsflottan och erövrade Toulon samt satte arsenalen, förrådet och en del av den franska flottan i brand. År 1794 besatte kan Korsika och befordrades till amiral. År 1795 medverkade han vid landstigningen vid Quiberon. År 1796 utnämndes han till viscount Hood of Catherington och guvernör över Greenwich Hospital. Hood prisas som utomordentligt djärv, nitisk och ihärdig. Fastän mild av naturen, ingav han genom sin tjänsteiver stor respekt.